# Overkill (álbum)
Overkill es el segundo álbum de la banda británica de rock, Motörhead. Salió al mercado en 1979, siendo el primero con la discográfica Bronze Records. Llegó al número 24 en las listas británicas.

## Historia
Bronze Records contrató a la banda en 1978 y les dio tiempo para que trabajaran en los Wessex Studios de Londres para grabar el sencillo de Richard Berry, "Louie Louie" y una canción nueva llamada "Tear Ya Down". La banda hizo una gira para promocionar el sencillo mientras Chiswick Records lanzaba el álbum Motörhead en vinilo blanco, para mantener el buen momento del álbum. Las ventas del sencillo dieron la oportunidad de la banda de actuar en el programa de BBC Television, Top of the Pops, que dio a Bronze la confianza para que la banda grabara su segundo álbum.
Lo primero en editarse de las grabaciones fue el sencillo "Overkill", con "Too Late, Too Late" como Cara B en ediciones de 7" y 12". Este álbum tuvo una producción mucho mejor que su antecesor. Tres semanas después de la primera edición, se lanzó una edición especial de 15000 copias en vinilo verde.
En junio de 1979 "No Class" se extrajo como sencillo con la canción inédita "Like a Nightmare" en la Cara B. Para aumentar las ventas, el sencillo se lanzó con tres portadas distintas, una para cada miembro de la banda (Lemmy, Clarke y Taylor).
El álbum se reeditó en casete, CD y vinilo por la discográfica Castle Communications en 1988, junto a Another Perfect Day, habiéndose editada anteriormente un casete del álbum con Bomber en 1980, por Bronze Records.

## Lista de canciones
Todas las canciones compuestas por Ian Kilmister, Phil Taylor, Eddie Clarke excepto donde se indique lo contrario.

### Versión original
1. "Overkill" – 5:12
2. "Stay Clean" – 2:40
3. "(I Won't) Pay Your Price" – 2:56
4. "I'll Be Your Sister" – 2:51
5. "Capricorn" – 4:06
6. "No Class" – 2:39
7. "Damage Case" (Clarke, Kilmister, Taylor, Mick Farren) – 2:59
8. "Tear Ya Down" – 2:39
9. "Metropolis" – 3:34
10. "Limb from Limb" – 4:54

### Pistas adicionales
1. "Too Late, Too Late" - 3:25
2. "Like a Nightmare" - 4:13
3. "Louie Louie"  (Richard Berry) [Versión del sencillo] - 2:47
4. "Tear Ya Down" [Versión instrumental] - 2:39
5. "Louie Louie" (Berry) [Versión alternativa] - 2:52

### Edición Deluxe

#### Disco 1
1. "Overkill" – 5:12
2. "Stay Clean" – 2:40
3. "(I Won't) Pay Your Price" – 2:56
4. "I'll Be Your Sister" – 2:51
5. "Capricorn" – 4:06
6. "No Class" – 2:39
7. "Damage Case" (Clarke, Kilmister, Taylor, Farren) – 2:59
8. "Tear Ya Down" – 2:39
9. "Metropolis" – 3:34
10. "Limb from Limb" – 4:54

#### Disco 2
1. "Louie Louie" (Richard Berry) - 2:47
2. "Louie Louie" [Versión alternativa] (Berry) - 2:52
3. "Louie Louie" [Versión alternativa 2] (Berry) - 2:45
4. "Tear Ya Down" - 2:41
5. "Tear Ya Down" [Versión alternativa] - 2:41
6. "Tear Ya Down" [Versión instrumental] - 2:39
7. "Too Late, Too Late" - 3:25
8. "Like a Nightmare" - 4:13
9. "Like a Nightmare" [Versión alternativa] - 4:27
10. "Louie Louie" [BBC John Peel Session '78] (Berry) - 2:46
11. "I'll Be Your Sister" [BBC John Peel Session '78] - 3:15
12. "Tear Ya Down" [BBC John Peel Session '78] - 2:39
13. "Stay Clean" [BBC Radio 1 In-Concert] - 3:03
14. "No Class" [BBC Radio 1 In-Concert] - 2:43
15. "I'll Be Your Sister" [BBC Radio 1 In-Concert] - 3:35
16. "Too Late, Too Late" [BBC Radio 1 In-Concert] - 3:24
17. "(I Won't) Pay Your Price [BBC Radio 1 In-Concert]" - 3:19
18. "Capricorn" [BBC Radio 1 In-Concert] - 4:14
19. "Limb from Limb" [BBC Radio 1 In-Concert] - 5:26

## Personal
- Lemmy Kilmister – bajo, voz, segundo solo de guitarra en "Limb from Limb"
- "Fast" Eddie Clarke – guitarra
- Phil "Philthy Animal" Taylor – batería

- Joe Petagno – portada
- Producido por Jimmy Miller – excepto "Tear Ya Down", producido por Neil Richmond.
- Ingeniería de Ashley Howe y Trevor Hallesy